# Uroleucon muermosum
Uroleucon muermosum är en insektsart som först beskrevs av Essig 1953.  Uroleucon muermosum ingår i släktet Uroleucon och familjen långrörsbladlöss. Inga underarter finns listade i Catalogue of Life.